# Augustus Charles Newman
Augustus Charles Newman, VC, OBE, TD, DL (19. srpna 1904 – 26. dubna 1972) byl anglický nositel Viktoriina kříže, nejvyššího ocenění za statečnost tváří v tvář nepříteli, které může být uděleno příslušníku ozbrojených sil Spojeného království a Commonwealthu.

## Podrobnosti
Newman získal vzdělání v Bancroft's School v Essexu. Bylo mu 37 let, když dosáhl hodnosti podplukovníka Essexského pluku (Teritoriální armáda) Britské armády, za druhé světové války byl služebně přidělen k 2. oddílu Commandos, když došlo k následujícím událostem, za něž byl oceněn Viktoriiným křížem.
28. března 1942 během útoku na St. Nazaire ve Francii stál podplukovník Newman v čele armádních sil, přičemž byl jedním z prvních na pobřeží, a své mužstvo vedl a operace řídil bez ohledu na vlastní bezpečí. Pod jeho inspirujícím vedením vojska skvěle bojovala a držela v šachu početně nesmírně nadřazené síly nepřítele, dokud demoliční skupiny nedokončily svou práci. Plukovník se poté pokusil probít do otevřené krajiny, ale on i jeho mužstvo byli zdoláni a vzati do zajetí až poté, co jim došlo veškeré střelivo.

## Pozdější kariéra
Později sloužil jako příslušník Special Air Service a 1. října 1959 byl jmenován majorem ve Štábu železničních důstojníků ženijního vojska.
Jeho Viktoriin kříž je vystaven v Galerii lorda Ashcrofta Imperial War Museum v Londýně.[zdroj⁠?!]